# Marseillette
Marseillette település Franciaországban, Aude megyében. Lakosainak száma 706 fő (2022. január 1.). Marseillette Aigues-Vives, Badens, Barbaira, Blomac, Capendu és Trèbes községekkel határos.

## Népesség
A település népességének változása:
| Lakosok száma | 748  | 606  | 678  | 714  | 675  | 713  | 712  | 708  | 702  | 706  |
|               | 1968 | 1982 | 1999 | 2006 | 2011 | 2015 | 2017 | 2018 | 2020 | 2022 |